# Prix Biblioteca Breve
Le prix Biblioteca Breve du roman (premio Biblioteca Breve de novela) est un prix littéraire décerné chaque année par les éditions Seix Barral à un roman inédit en langue espagnole.
Le prix a été décerné de 1958 à 1972, puis à nouveau à partir de 1999.
En 2014, le prix s'élevait à 30 000 euros. Il s'agit en fait d'une avance sur droits d'auteur, car recevoir le prix suppose d'accepter un contrat d'édition.

## Romans primés

### De 1958 à 1972
- 1958 : Luis Goytisolo (Espagne), Las afueras
- 1959 : Juan García Hortelano (Espagne), Nuevas amistades
- 1961 : José Manuel Caballero Bonald (Espagne), Deux jours de septembre
- 1962 : Mario Vargas Llosa (Pérou), La Ville et les Chiens
- 1963 : Vicente Leñero (Mexique), Los albañiles
- 1964 : Guillermo Cabrera Infante (Cuba), Premières lueurs du jour sous les tropiques
- 1965 : Juan Marsé (Espagne), Térésa l'après-midi
- 1967 : Carlos Fuentes (Mexique), Peau neuve
- 1968 : Adriano González León (Venezuela), País portátil
- 1969 : Juan Benet (Espagne), Une méditation
- 1971 : Nivaria Tejera (Cuba), Somnambule du soleil
- 1972 : José Leyva (Espagne), La circuncisión del señor solo

### Depuis 1999
- 1999 : Jorge Volpi (Mexique), À la recherche de Klingsor
- 2000 : Gonzalo Garcés (Argentine), Los impacientes
- 2001 : Juana Salabert (Espagne), Le Vélodrome d'hiver
- 2002 : Mario Mendoza (Colombie), Satanás
- 2003 : Juan Bonilla (Espagne), Les Princes nubiens
- 2004 : Mauricio Electorat (Chili), La burla del tiempo
- 2005 : Elvira Lindo (Espagne), Una palabra tuya
- 2006 : Luisa Castro (Espagne), La segunda mujer
- 2007 : Juan Manuel de Prada (Espagne), Le Septième Voile
- 2008 : Gioconda Belli (Nicaragua), El infinito en la palma de la mano
- 2009 : Clara Usón (Espagne), Corazón de napalm
- 2010 : Guillermo Saccomanno (Argentine), El oficinista[2]
- 2011 : Elena Poniatowska (Mexique), Leonora
- 2012 : Javier Calvo (Espagne), El jardín colgante[3]
- 2013 : Rosa Regàs (Espagne), Música de cámara[4]
- 2014 : Fernando Aramburu (Espagne),  Ávidas pretensiones[5]
- 2015 : Fernando Marías Amondo (Espagne), La Isla del padre
- 2016 : Ricardo Menéndez Salmón (Espagne), El Sistema
- 2017 : Antonio Iturbe (Espagne), A cielo abierto
- 2018	: Agustín Fernández Mallo	(Espagne), Espanya :	Trilogía de la guerra
- 2019	: Elvira Sastre 	(Espagne), 	Días sin ti
- 2020	: Raquel Taranilla	(Espagne), 	Noche y océano
- 2021	: Juan Manuel Gil	(Espagne), 	Trigo limpio
- 2022 :	Isaac Rosa (Espagne),	Lugar seguro
- 2023 :	Rosario Villajos (Espagne), 	La educación física
- 2024	: Jesús Carrasco Jaramillo	 (Espagne),	Elogio de las manos